# Fran Bubanović
Fran Bubanović (Sisak, 19. studenoga 1883. - Zagreb, 6. veljače 1956.), bio je hrvatski kemičar.

## Životopis
Kemiju i prirodopis studirao je u Zagrebu kod G. Janečeka. Od 1909. godine usavršavao se u Austriji (Beč) i Nizozemskoj (Groningen) te kod nobelovca S. Arrheniusa u Stockholmu u Švedskoj, s kojim je njegovao doživotno prijateljstvo. Godine 1918. izabran je za profesora kemije na novoosnovanom Medicinskom fakultetu u Zagrebu gdje je razvio opsežnu znanstvenu i pedagošku djelatnost. Osnovao je Zavod za medicinsku kemiju. Istaknuo se kao pisac modernih sveučilišnih udžbenika u kojima je, prvi u Hrvatskoj, obuhvatio cjelokupnu anorgansku i organsku kemiju te biokemiju. Znanstveni radom obuhvaća uglavnom područje fizikalne kemije (tekuće stanje, živa stanica, membrane), analitičke kemije i biokemije. Bavio se i popularizacijom kemije te esejistikom, pišući o problemima nastave, znanstvene politike i filozofije znanosti.   
Bio je dekan Medicinskog fakulteta u Zagrebu školske godine 1921./22. i 1930./31. 

## Nagrade
- 1916.: Nagrada iz zaklade Ivana N. grofa Draškovića, za djelo Slike iz kemije.
- 1918.: Nagrada iz zaklade Ivana N. grofa Draškovića, za djelo Kemija živih bića.[1]